# Csoknyai Tibor
Csoknyai Tibor (1931 – 1986. január 10.) labdarúgó, csatár.

## Pályafutása
A Ferencváros saját nevelésű játékosa volt. Az élvonalban 1950. augusztus 27-én mutatkozott be a Győri Vasas ETO ellen, ahol csapata 2–1-es győzelmet aratott.
1953-ig 49 bajnoki mérkőzésen 13 gólt szerzett a Fradiban. 1954-ben a Doroghoz igazolt. Összesen 52 bajnoki mérkőzésen 13 gólt szerzett.